# Arbū Sarā
Arbū Sarā (persiska: اربو سرا) är en ort i Iran.   Den ligger i provinsen Gilan, i den norra delen av landet, 170 km nordväst om huvudstaden Teheran. Arbū Sarā ligger 209 meter över havet och antalet invånare är 132.
Terrängen runt Arbū Sarā är varierad, och sluttar norrut. Runt Arbū Sarā är det ganska tätbefolkat, med 134 invånare per kvadratkilometer. Närmaste större samhälle är Rūdsar, 15,4 km norr om Arbū Sarā. I omgivningarna runt Arbū Sarā växer i huvudsak blandskog.